# Sandino Octobre
Sandino Octobre, né le 10 février 1980 à Cayenne en Guyane, est un joueur français de football américain. Joueur professionnel en NFL Europe de 2003 à 2006.

## Biographie
Sandino Octobre a d’abord joué au basket-ball et pratiqué l’athlétisme avant de venir au football américain à l’âge de 18 ans. Il fait ses débuts au sein du Flash de La Courneuve dans l’équipe junior. Un an plus tard, en 1999, il décide de se consacrer uniquement au football américain et prend la direction du pôle espoir situé à Amiens. Durant deux ans il approfondit ses compétences et ses connaissances du jeu dans le but de partir pour une université américaine. Malheureusement aucun de ses projets avec les États-Unis n’aboutit.
En 2001, alors qu’il effectue sa première saison en seniors, toujours avec le Flash de La Courneuve, il est appelé en équipe de France.
En février 2003, après avoir refusé de participer aux camps d’entrainement de la NFL Europe les années précédentes, il rejoint Tampa Bay pour participer aux camps de 4 semaines. À l’issue des camps il rejoint le club hollandais des Amsterdam Admirals en tant que joueur national, à Amsterdam il retrouve un autre joueur français Yoan Schnee. Il est d’abord affecté à l’escouade spéciale et termine la saison dans l’escouade offensive. Il achève sa première saison avec un bilan de 1 course de 3 yards et 5 réceptions pour un gain de 31 yards. Il termine l’année 2003 par la coupe du monde avec l’équipe de France. Parallèlement à la NFL Europe, il continue à jouer pour le Flash de La Courneuve, avec lequel il remporte le Casque de Diamant X.
En 2004, des changements dans l’équipe technique le contraignent à jouer uniquement en escouade spéciale. Il se rattrape lors de sa saison en France, en remportant le titre avec les Spartiates d'Amiens (Casque de Diamant XI).
Durant la saison 2005, il réalise sa meilleure saison parmi les professionnels. Lors du 6e week-end, Amsterdam reçoit Frankfurt, il réalise son meilleur match en établissant le record pour un joueur national au poste de running back de yards engrangés avec 92 yards en 12 courses. Il finit la saison avec 120 yards à la course, 31 yards sur réception et une victoire lors du Worldbowl XIII. En championnat de France il perd en finale avec Amiens. Au cours de l’été il représente la France lors des Jeux mondiaux
En 2006, il réalise sa dernière saison en tant que professionnel. À la suite de sa bonne saison 2005, il a réussi à se faire une place dans l’escouade offensive, tout en continuant à jouer dans l’escouade spéciale. Il achève sa saison par une deuxième finale après celle de 2005.
L’expérience acquise lors de ses quatre camps avec la NFL Europe, lui a permis de se faire une idée du niveau aux États-Unis.
En 2008, il rejoint les Cougars de Saint-Ouen-l'Aumône, mais passe la majeure partie de la saison blessé. En septembre il participe à sa deuxième coupe du monde avec la France, il termine la compétition avec 92 yards en 34 courses.
En 2009, il se blesse de nouveau au cours de la saison.
En 2010, après deux saisons passées dans le Val d’Oise, il retourne au Spartiates d'Amiens et remporte le XVIe Casque de Diamant. En juillet il participe avec l'équipe de France au championnat d'Europe, où la France termine deuxième derrière l'Allemagne.

## En dehors des terrains
Sandino Octobre soutient activement la lutte contre la drépanocytose.
De 2003 à 2008, il est consultant sur France Télévisions.

## Statistiques NFL Europa[9]
| 2003   | 1  | 3   | 3,0 | 0 | 5  | 31  | 6,2  | 0 |
| 2004   | 0  | 0   | 0   | 0 | 0  | 0   | 0    | 0 |
| 2005   | 15 | 120 | 8,0 | 0 | 2  | 31  | 15,5 | 0 |
| 2006   | 5  | 12  | 2,4 | 0 | 9  | 46  | 5,1  | 0 |
| Totaux | 21 | 135 | 6,4 | 0 | 16 | 108 | 6,8  | 0 |

## Palmarès
Compétition, trophée (nombre de trophées remportés dans la compétition).

### Trophée professionnel
- NFL Europa, Worldbowl (1) : XIII (2005)

### Trophées amateurs
- Championnat de France élite, Casque de diamant (3) : 2003, 2004, 2010
- Jeux Mondiaux, médaille de bronze (1) : 2005
- Championnat d'Europe, médaille d'argent (1) : 2010

### Honneurs
- NFL Europe Joueur national de la 6e journée 2005[10]
- Record NFL Europe du nombre de yards engrangés à la course sur un match par un joueur national : 92[3]